# Seznam mytických vládců Athén

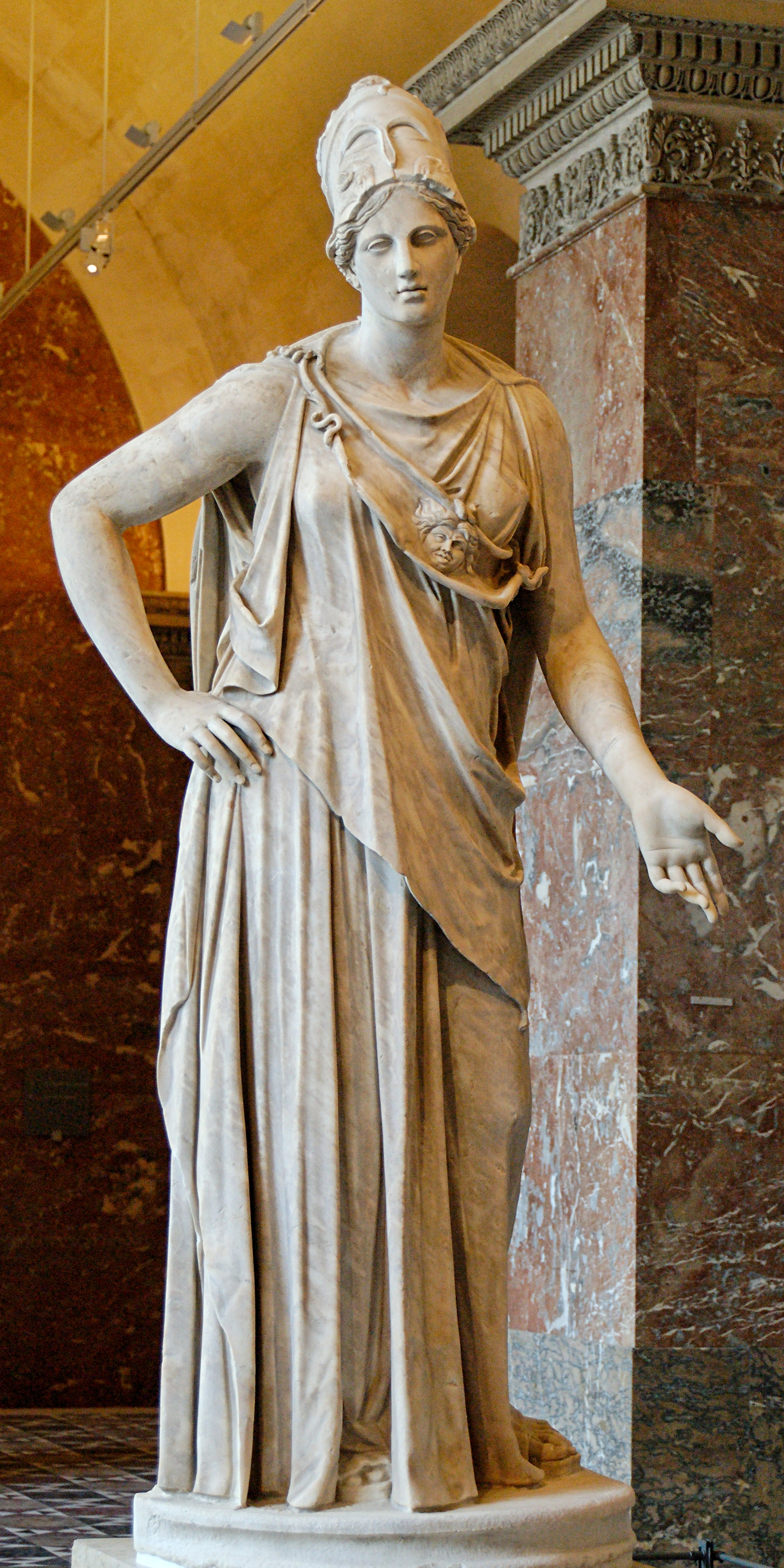
Bohyně Athéna (zvaná „Matteiská“), socha věčné vládkyně Athén. Římská kopie (1. stol. př. n. l.) řeckého bronzového originálu ze 4. stol. př. n. l.

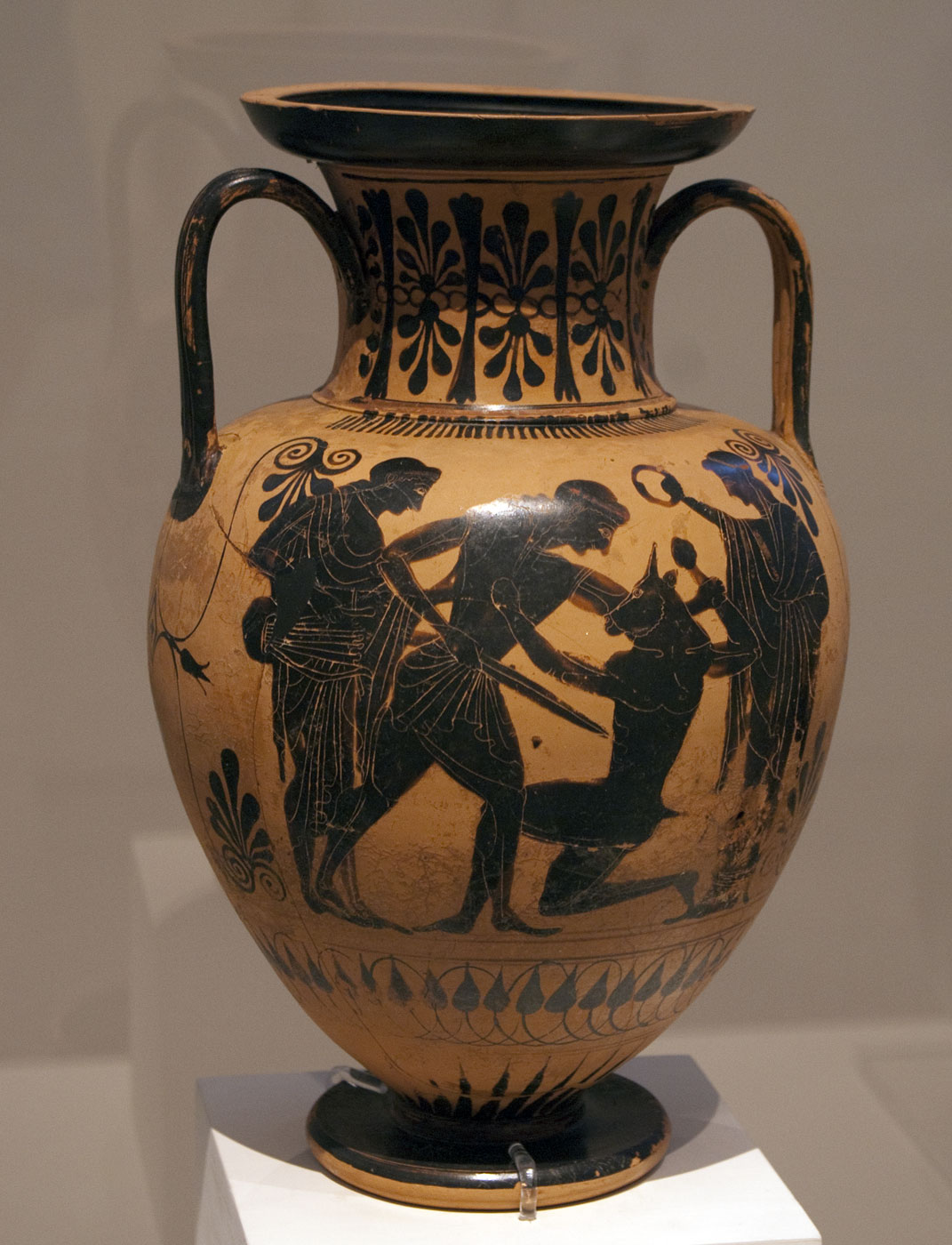
Théseus zabíjí Mínotaura. Zobrazení nejslavnějšího athénského krále na černofigurové váze (cca 480 př. n. l.)

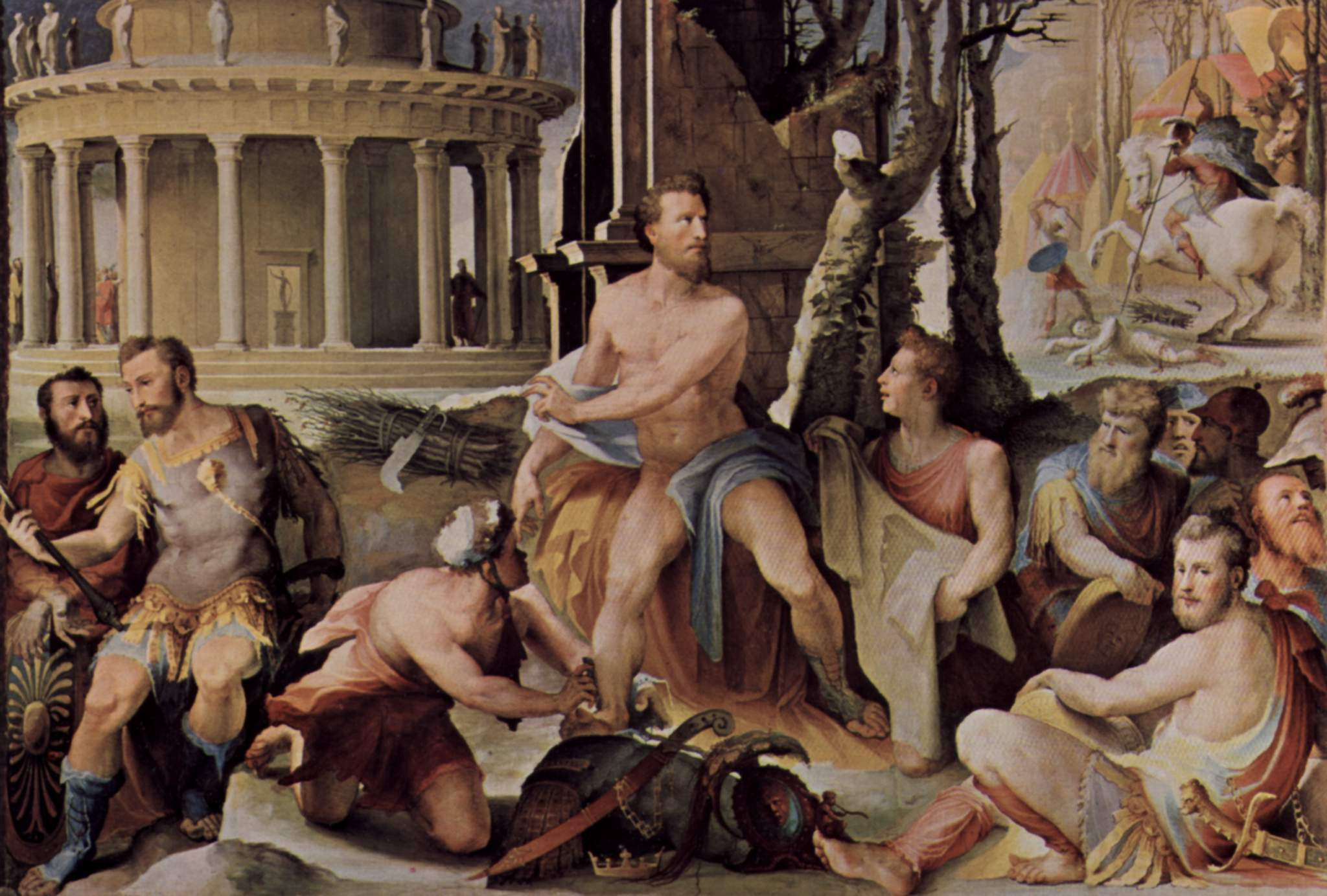
Oběť Kodrova. Poslední athénský král na výseku fresky italského malíře Domenica Beccafumiho z roku 1535

Athény byly už starověkými Řeky nazývány „Helladou v Helladě“ a pro Athény, město s takovým kulturním významem v dějinách lidstva, to platí dodnes. Kdy a jak město vzniklo, není bezpečně zjištěno. Starověcí Athéňané se shodovali v tom, že jejich předkové byli zrozeni z tamní půdy a podle vícero mýtů byl takovou bytostí i jejich první král Kekrops, napůl muž a napůl had, který nepřišel odnikud, ale zrodil se z aténské země.  Když založil město, mezi bohyní Athénou a bohem Poseidónem propukl spor o vládu nad krajem.
Nejvyšší bůh Zeus se rozhodl, že vládu nad Aténami přenechá tomu, kdo dá městu cennější dar. O tom, který dar bude cennější, měl rozhodnout Kekrops. První se představil Poseidón, svým trojzubcem udeřil do skály až z ní vytryskl pramen slané vody. Athéna následně vrazila do země kopí, z níž vyrostla oliva. Kekrops se rozhodl jednoznačně pro vzácný strom, který přináší lidem užitečné plody a tím i bohatství. Bohové jeho rozhodnutí uznali a vláda a ochrana nad městem připadla Athéně. Athéna byla od počátku až do konce antických dějin ochrannou bohyní všech Řeků, ale byli to Athéňané, kteří jí byli nejmilejší a její ochranná ruka bděla i nad jejich panovníky.

## Králové
Následující tabulka uvádí seznam králů Athén, (Kekropovců) zaznamenaných řeckým historikem Eusebiem z Kaisareie. 
| Seznam králů Atén |                                        |                                        |                     |                    |
| Jméno             | Období vlády (letopočty jsou fiktivní) | Období vlády (letopočty jsou fiktivní) | Rodinný původ       | Rodinný původ      |
| Kekrops I.        | 1556–1506 př. n. l.                    | 1556–1506 př. n. l.                    | 1556–1506 př. n. l. | Narodil se ze země |
| Kranaos           | 1506–1497 př. n. l.                    | 1506–1497 př. n. l.                    | 1506–1497 př. n. l. | Syn Kekropa I.     |
| Amfiktyón         | 1497–1487 př. n. l.                    | 1497–1487 př. n. l.                    | 1497–1487 př. n. l. | Syn Deukalión      |
| Erichthonios      | 1487–1437 př. n. l.                    | 1487–1437 př. n. l.                    | 1487–1437 př. n. l. | Syn boha Héfaista  |
| Pandion I.        | 1437–1397 př. n. l.                    | 1437–1397 př. n. l.                    | 1437–1397 př. n. l. | Syn Erichthonia    |
| Erechtheus        | 1397–1347 př. n. l.                    | 1397–1347 př. n. l.                    | 1397–1347 př. n. l. | Syn Pandion I.     |
| Kekrops II.       | 1347–1307 př. n. l.                    | 1347–1307 př. n. l.                    | 1347–1307 př. n. l. | Syn Erechthea      |
| Pandion II.       | 1307–1282 př. n. l.                    | 1307–1282 př. n. l.                    | 1307–1282 př. n. l. | Syn Kekropa II.    |
| Aigeus            | 1282–1234 př. n. l.                    | 1282–1234 př. n. l.                    | 1282–1234 př. n. l. | Syn Pandiona II.   |
| Théseus           | 1234–1204 př. n. l.                    | 1234–1204 př. n. l.                    | 1234–1204 př. n. l. | Syn boha Poseidona |
| Menestheus        | 1204–1181 př. n. l.                    | 1204–1181 př. n. l.                    | 1204–1181 př. n. l. | Syn Peteóa         |
| Démofón           | 1181–1147 př. n. l.                    | 1181–1147 př. n. l.                    | 1181–1147 př. n. l. | Syn Thésea         |
| Oxyntes           | 1147–1135 př. n. l.                    | 1147–1135 př. n. l.                    | 1147–1135 př. n. l. | Syn Démofóna       |
| Afeidas           | 1135–1134 př. n. l.                    | 1135–1134 př. n. l.                    | 1135–1134 př. n. l. | Syn Oxynta         |
| Thymoites         | 1134–1126 př. n. l.                    | 1134–1126 př. n. l.                    | 1134–1126 př. n. l. | Syn Oxynta         |
| Melanthovci       |                                        |                                        |                     |                    |
| Melanthos         | 1126–1089 př. n. l.                    | 1126–1089 př. n. l.                    | 1126–1089 př. n. l. | Syn Andropompa     |
| Kodros            | 1089–1068 př. n. l.                    | 1089–1068 př. n. l.                    | 1089–1068 př. n. l. | Syn Melantha       |

## Archonti
Podle legendárního vyprávění byla monarchie za vlády Medona, syna Kodrova, v Athénách zrušena a vystřídalo ji aristokratické zřízení s vládnoucí třídou tzv. eupatridů (řecky Εὐπατρίδαι, Eupatridai – „z dobrých otců, urození“); v čele státu pak stanuli archonti („vládnoucí“), které volil nebo potvrzoval pravděpodobně (přímé doklady chybí) lidový sněm. Původně se volil jeden archón doživotně (v mytických dobách).
Prvním archontem se stal Medon. (Jeho potomci patřili také do rodu Melanthovců.) 
Následující tabulka uvádí seznam mytických archontů Athén, zaznamenaných řeckým historikem Eusebiem z Kaisareie. 
| Seznam mytických archonta Atén |                                          |                                          |                     |                |
| Jméno                          | Funkční období (letopočty jsou fiktivní) | Funkční období (letopočty jsou fiktivní) | Rodinný původ       | Rodinný původ  |
| Medon                          | 1068–1048 př. n. l.                      | 1068–1048 př. n. l.                      | 1068–1048 př. n. l. | Syn Kodra      |
| Akastos                        | 1048–1012 př. n. l.                      | 1048–1012 př. n. l.                      | 1048–1012 př. n. l. | Syn Medon      |
| Archippos                      | 1012–993 př. n. l.                       | 1012–993 př. n. l.                       | 1012–993 př. n. l.  | Syn Akasta     |
| Thersippos                     | 993–952 př. n. l.                        | 993–952 př. n. l.                        | 993–952 př. n. l.   | Syn Archippovi |
| Forbo                          | 952–922 př. n. l.                        | 952–922 př. n. l.                        | 952–922 př. n. l.   | Syn Thersippa  |
| Megakles                       | 922–892 př. n. l.                        | 922–892 př. n. l.                        | 922–892 př. n. l.   | Syn Forbo      |
| Diognétos                      | 892–864 př. n. l.                        | 892–864 př. n. l.                        | 892–864 př. n. l.   | Syn Megakla    |
| Ferekles                       | 864–845 př. n. l.                        | 864–845 př. n. l.                        | 864–845 př. n. l.   | Syn Diognéta   |
| Arifrón                        | 845–825 př. n. l.                        | 845–825 př. n. l.                        | 845–825 př. n. l.   | Syn Ferekla    |
| Thespieus                      | 824–797 př. n. l.                        | 824–797 př. n. l.                        | 824–797 př. n. l.   | Syn Arifróna   |
| Agaméstor                      | 796–778 př. n. l.                        | 796–778 př. n. l.                        | 796–778 př. n. l.   | Syn Thespiea   |
| Aischylos                      | 778–755 př. n. l.                        | 778–755 př. n. l.                        | 778–755 př. n. l.   | Syn Agaméstora |
| Alkmaión                       | 755–753 př. n. l.                        | 755–753 př. n. l.                        | 755–753 př. n. l.   | Syn Aischyla   |